# ヤニツァ・コステリッチ

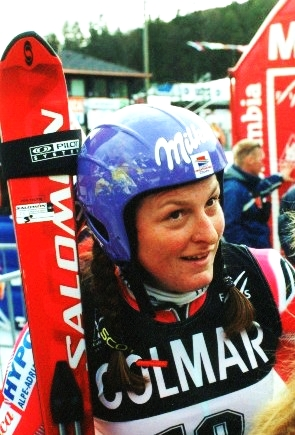
ヤニツァ・コステリッチ

ヤニツァ・コステリッチ（Janica Kostelić, 1982年1月5日 - ）はクロアチアの元アルペンスキー選手。ヤニツァ・コステリッツの表記もある。
五輪ではソルトレイクシティオリンピック、トリノオリンピックの2大会で4つの金メダルを獲得。FISワールドカップでは2001年・2003年・2006年シーズンの3度、総合優勝を果たした。なかでも2006年は、1シーズンでアルペン5種目すべてにおいて勝利を記録した。また、アルペンスキー世界選手権では2003年に回転と複合の2種目で、2005年に回転・滑降・複合の3種目で優勝した。2006年、ローレウス・スポーツ賞受賞。
2007年、引退を発表。兄は同じくアルペンスキー選手のイヴィツァ・コステリッチ。

## 経歴
クロアチアのザグレブに生まれる（なおヤニツァの出生時、クロアチアはユーゴスラビア社会主義連邦共和国内の一共和国）。3歳のときにザグレブ郊外のスリェメ山でスキーを始めた。ジュニア時代はコーチでもある父やスキー選手の兄らとテントや車で寝泊りをしながらトレーニングをした経験をもつ。1995年、13歳で欧州域内のジュニア大会に出場して回転や大回転で表彰台に上がり、クロアチア・オリンピック委員会の推薦によりIOCのオリンピック奨学金を得る。
1997年、15歳でシニア大会にデビュー、ワールドカップにも出場する。1998年長野オリンピックには、アルペンスキー種目の出場選手中、最年少の16歳でエントリーした。全5種目に出場し、アルペン複合での8位が最上位であった。 その後、同年のアルペンスキージュニア世界選手権では複合で銀メダル、スーパー大回転で銅メダルを獲得する。
1999年12月、サンモリッツで練習中に転倒し、膝に重傷を負う。2001年、怪我からカムバックして自身初のワールドカップ総合優勝を達成。翌年のソルトレークシティオリンピックでは複合・回転・大回転で優勝、スーパー大回転で2位となり、祖国クロアチアに初めての冬季五輪メダルをもたらした。またこれによって1大会でアルペンスキー3種目の金メダルを獲得した初めての女子選手ともなった。2003年のワールドカップで2度目の総合優勝、さらに同年の世界選手権では回転と複合の2種目を制覇。特に回転は兄のイヴィツァとともに兄妹そろっての優勝となった。度重なる故障や持病の甲状腺疾患に苦しみながらも2005年の世界選手権では回転・滑降・複合で勝利した。
2006年のワールドカップでは、1シーズン中に回転・滑降・大回転・スーパー大回転・複合の5種目すべてで勝利を挙げた。1選手による5種目制覇は、ペニッラ・ヴィーベリ（Pernilla Wiberg）（スウェーデン）、ペトラ・クロンベルガー（Petra Kronberger）（オーストリア）に次いで女子アルペンスキー史上3人目の快挙であった。加えて1シーズンでの5種目制覇は、クロンベルガーに次ぐ史上2人目である。2006年トリノオリンピックでは複合で自身4つ目となる金メダルを獲得した。このほか、スーパー大回転で銀メダル、回転で4位の成績をおさめた 。総計で4つの金メダルと2つの銀メダル獲得は、五輪の女子アルペンスキー史上最多記録を誇っている。
度重なる故障を懸念し、2007年4月、自らのスキーの原点であるスリェメ山で記者会見を開き引退を表明した。
ワールドカップ通算30勝（2位16回、3位9回）、総合優勝3回（2000-2001、2002-2003、2005-2006）、種目別回転総合優勝3回（2000-2001、2002-2003、2005-2006）種目別複合総合優勝4回（2000-2001、2002-2003、2004-2005、2005-2006）。

## 註
1. ↑  大回転は24位、滑降は25位、スーパー大回転は26位、回転は途中で転倒して棄権。
2. ↑  滑降と大回転は途中棄権。
3. ↑  Official Site: "Janica Kostelić definitely ending her professional alpine skiing career!" (2007-04-19)